# Edward Robert Adams

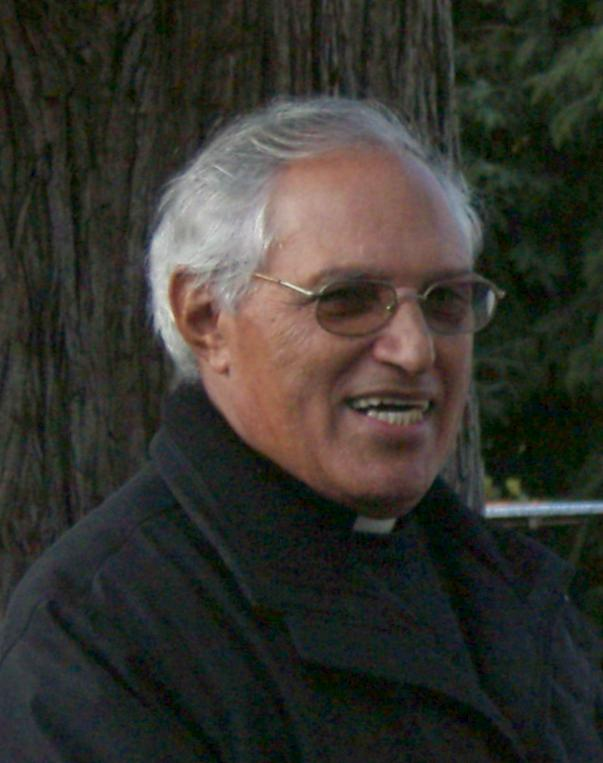
Edward Robert Adams im Juli 2008

Edward Robert Adams (* 24. Mai 1934 in Retreat) ist Altbischof von Oudtshoorn.

## Leben
Der Papst persönlich weihte ihn am 6. Januar 1966 zum Priester. Johannes Paul II. ernannte ihn am 2. Mai 1983 zum Bischof von Oudtshoorn.
Der Erzbischof von Kapstadt, Owen Kardinal McCann, spendete ihm am 16. Juli desselben Jahres die Bischofsweihe; Mitkonsekratoren waren Edward Idris Cassidy, Apostolische Delegat in Südafrika, und George Francis Daniel, Erzbischof von Pretoria und Bischof des Südafrikanischen Militärordinariates.
Am 28. Mai 2010 nahm Papst Benedikt XVI. sein aus Altersgründen vorgebrachtes Rücktrittsgesuch an.